# 龍在天涯
《龍在天涯》是1989年上映的香港動作電影，由鄧衍成執導，李連杰、利智、狄威、周星馳主演，此電影全部在美國旧金山取景拍攝。

## 演員表
| 演員        | 角色   | 粵語配音 | 備註       |
| 李連杰      | 李國南 | 鄧榮銾   |            |
| 周星馳      | 阿友   | 周星馳   |            |
| 利 智       | 阿玲   | 盧素娟   |            |
| 狄 威       | 王 威  | 陳永信   |            |
| Victor Chew |        | 陳欣     | 玲弟       |
| 方平        | Marco  | 朱子聰   |            |
| 高 宏       | 文叔   | 盧雄     | 阿友的叔父 |

## 幕後工作
- 攝影指導：林亞杜
- 武術指導：狄威
- 美國製片：朱之鴻
- 策劃：金興賢
- 燈光：張景年
- 錄音：富靈錄音室、Sound Wave 錄音室、Showreel Film Facilities
- 混音：朱偉文
- 美術：馬志明
- 服裝：歐陽霞、Dennis Mach、Lisa Simonson
- 化妝：萬月珍
- 道具：林志財、林康
- 場記：甘瑞芬
- 副導演：楊允敬、Anthony K. Chan、Joe Dierrig

## 逸事
李連杰與女演員利智因拍此部電影作品而結識相戀，後於1999年結婚。

## 外部連結
- 香港影庫上《龍在天涯》的資料（繁體中文）
- 时光网上《龍在天涯》的資料（简体中文）
- 豆瓣电影上《龍在天涯》的資料 （简体中文）
- 爛番茄上《龍在天涯》的資料（英文）
- AllMovie上《龍在天涯》的资料（英文）
- 互联网电影数据库（IMDb）上《龍在天涯》的资料（英文）